# یونکرس سی‌ال.۱
یونکرس سی‌ال. ۱ (به آلمانی: Junkers CL.I) یک هواگرد تهاجمی تک‌باله تک‌موتوره دوره جنگ جهانی اول ساخت شرکت یونکرس در امپراتوری آلمان بود.

## طراحی و استفاده
یونکرس سی‌ال. ۱ یک هواگرد تمام‌فلزی تک‌باله بال‌پایین بود که نخستین بار روز ۴ مارس سال ۱۹۱۸ به پرواز درآمد. با توجه به مشکلات صنعت آلمان در تولید هواگردهای فلزی، تنها ۴۷ فروند از آن تولید شد. این هواگرد به خوبی تسلیح شده بود و سه مسلسل و یک محفظه بمب برای نارنجک ضدنفر در زیر بدنه داشت.

## مشخصات فنی
سی‌ال. ۱:
مشخصات عمومی
- خدمه: ۲ نفر
- طول: ۷.۹ متر
- طول بال: ۱۲.۰۴ متر
- ارتفاع: ۲.۶۵ متر
- وزن بارگذاری‌شده: ۱٬۰۵۰ کیلوگرم
- نیرومحرکه: ۱ × موتور خطی ۶ سیلندر ب‌ام‌و مرسدس دی.۳آ خنک‌شونده با مایع: ۱۸۰ اسب بخار

عملکرد
- حداکثر سرعت: ۱۶۱ کیلومتر بر ساعت
- سقف پرواز: ۶٬۰۰۰ متر
- طول پرواز: ۲ ساعت

تسلیحات
- ۳ × مسلسل ۷٫۹۲ میلی‌متری ال‌ام‌گه ۱۵/۰۸
- نارنجک ضدنفر